# Giuseppe Albani (calciatore)
Giuseppe Albani, noto anche come Peppino (Cava Manara, 8 aprile 1921 – Pavia, 7 giugno 1989), è stato un calciatore e allenatore di calcio italiano, di ruolo portiere.

## Carriera

Giuseppe Albani

Cresce nella Pavese "Luigi Belli", con cui debutta in Serie C disputando tre campionati.
Passa quindi all'Ambrosiana-Inter, dove non ha la possibilità di esordire. Durante gli eventi bellici sospende l'attività, ripartendo dalla Pro Broni in Serie C.
Ritorna quindi all'Inter, dove debutta in Serie A e disputa tre campionati culminati nel secondo posto in classifica in quella stagione 1948-1949 funestata dalla tragedia del Grande Torino, per trasferirsi poi all'Atalanta. Con i bergamaschi colleziona 123 presenze nella massima serie, concludendo poi la carriera in Serie B con il Brescia. Con le Rondinelle disputa 36 incontri, subendo altrettante reti in due Campionati di Serie B.
Terminata la carriera di portiere allena per un biennio il Pavia in Serie D.